# Georg Østerholt
Georg Østerholt (* 13. Dezember 1892 in Gjerstad; † 20. September 1982 in Bergen) war ein norwegischer nordischer Skisportler.

## Werdegang
1921 wurde Østerholt norwegischer Meister in der Nordischen Kombination. Bei der Nordischen Skiweltmeisterschaft 1926 in Lahti erreichte er im Skispringen auf der Normalschanze die Bronzemedaille hinter seinen beiden Landsleuten Jacob Tullin Thams und Otto Aasen.